# ロジャー・ウィルトン・ヤング
ロジャー・ウィルトン・ヤング（Rodger Wilton Young 1918年4月28日 - 1943年7月31日）は、アメリカ合衆国の軍人。第二次世界大戦にアメリカ陸軍の歩兵として従軍し、ニューギニアの戦いの最中、日本軍の攻撃に晒されていた小隊の撤退を成功させるべく、敵の機関銃陣地に単身で突撃し、戦死した。小隊は撤退に成功し、ヤングはこの功績のためにアメリカの最高軍事勲章である名誉勲章を死後になって追贈されている。
その後、戦友を救うべく死んだ彼の勇気を称え、『ロジャー・ヤングのバラード』（The Ballad of Rodger Young）という軍歌がフランク・レッサーによって作曲された。バール・アイヴスによる録音がよく知られている。

## 若年期
1918年4月28日、ロジャー・ヤングは父ニコラス・ヤングとその妻の元、オハイオ州ティフィンにて生を受けた。幼き日をグリーンスプリングスにて過ごし、その後クライドの町に引っ越した。この頃から彼は狩猟を好んでおり、射撃の腕を鍛えていたという。
高校1年生になってからはフットボール部の活動にも打ち込んだ。ヤングは正規の選手にこそ選ばれなかったが、彼の熱意に押されたコーチによってしばしば試合に出場する機会を得ていた。
またバスケットボール部の活動にも参加していたが、ある試合の際に相手のファールによってコート上に転倒したヤングは、頭を強く打ち気絶してしまった。意識を取り戻した後も怪我の影響は残り、ヤングの聴覚と視力は徐々に失われていった。やがて講義を聞くことも黒板を見る事も難しくなったヤングは高校を2年生で中退した。

## 軍歴
1938年、20歳になったヤングはオハイオ州兵に入隊した。当時仕事を探していた彼は、陸軍に志願しても視覚や聴覚の障害のために身体検査で不合格になると考え、代わりに州兵へ志願したのである。州兵に採用されたヤングは第37歩兵師団第148歩兵連隊B中隊に配属された。入隊時の記録によれば彼の身長はわずか157cmで、中隊の中で最も背が低い兵士の1人だった。さらに眼や耳が悪かったにもかかわらず、彼は兵士として高い評価を受けるようになる。
1940年10月、ヤングの部隊はアメリカがヨーロッパにおける戦争に関与する可能性を見越して連邦政府の指揮下に移行した。これと共に当時伍長（Corporal）として新兵教育課程の小火器教官を務めていたヤングは、軍曹（Sergeant）に昇進すると共に分隊長に任命された。その後、1941年12月7日に行われた日本による真珠湾攻撃によってアメリカは第二次世界大戦に参戦する。1942年、第148連隊はソロモン諸島及びフィジーに派遣されて訓練を受け、激戦地ニュージョージア島への派遣に備えた。しかしヤングは自らの聴力と視力がより悪化しつつある事に気づき、これが戦闘中に分隊全員を危険に晒すのではないかと心配するようになった。そのため、第148連隊がニュージョージア島に送り込まれる直前、ヤングは自らを一等兵に降格するように求めたのである。
当初、この要望は連隊長によって却下された。連隊長はヤングが戦いから逃れようとしているのではないかと疑っていたのである。しかし軍医が野戦病院への入院を勧めた際にヤングがこれを固く拒否した事や、ヤングが分隊の友人らと共に居たいと語っていたため、連隊長は彼の訴えを受け入れ、ヤングは1人の兵卒として連隊に残る事になった。
それから1週間後の1943年7月31日、ヤングはニュージョージア島ムンダ付近にて戦死した。同日午後、ヤングはある少尉が率いる偵察班20名の1人として、日本軍の占領地域に送り込まれた。午後4時頃、偵察を終えた偵察班は獣道沿いに米軍前線への復帰を図ったが、その最中に待ちぶせ攻撃を受けたのである。概ね69m離れた高台に隠されていた日本軍の機関銃陣地からの銃撃を受け、2名の班員が戦死し、偵察班はその場に釘付けにされてしまった。彼らは機関銃陣地に対する側面攻撃を試みたがさらに2名の兵士が戦死し、少尉は撤退を決意した。ヤングは最初の掃射で負傷していたが、偵察班が撤退するためには機関銃陣地を破壊する必要があると考え、彼は「耳が悪いので命令が聞こえなかった」と言って少尉の命令を無視し、単身で機関銃陣地への接近を試みた。彼はさらに銃撃を受けながらも小銃で応戦し、敵の注目を自らに集中させた。そして十分に機関銃陣地へ接近したヤングは手榴弾を投げ込んだが、同時に応射を受けて戦死した。こうして機関銃陣地は破壊され、偵察班はそれ以上の死傷者を出すことなく撤退に成功したのである。
1949年、米本土に送還されたヤングの遺骨は故郷オハイオ州クライドのマクファーソン墓地に改めて埋葬された。

## 受章等

### 名誉勲章の勲記
ヤングに授与された名誉勲章の勲記には、次のように記されている。

### その他
1945年、当時陸軍放送局の一等兵だったフランク・レッサーは、軍歌『ロジャー・ヤングのバラード』を発表した。この曲は高い人気に加え、1949年に遺骨が返還されたこともあり、発表から10年以上も歌われた。
SF作家ロバート・A・ハインラインの短編小説『果てしない監視』（The Long Watch）ではヤングに対する言及があるほか、同じくハインラインが書いた長編小説『宇宙の戦士』にはヤングの名に因んだ宇宙戦闘艦ロジャー・ヤングが登場し、その乗組員がロジャー・ヤングのバラードの一節を口ずさむシーンもある。また巻末には歴史的補遺として名誉勲章勲記に基づくヤング自身の略歴も紹介されている。1997年に公開された同作の映画化作品『スターシップ・トゥルーパーズ』にも同名の宇宙軍艦が登場する。
その他、次のようなものがロジャー・ヤングに因んで名付けられている。
- ジョージア州フォート・ベニングの夜間潜入訓練コースは彼の名が冠されている。このコースはアメリカ陸軍歩兵学校の卒業必須要件となっている。
- オハイオ州ペリー駐屯地に設置されたオハイオ州兵の小火器射撃訓練場も彼に因んで名付けられた。
- オハイオ州フレモントにはロジャー・ヤング・パークがある。
- 1946年から1950年代半ばまでカリフォルニア州ロサンゼルスで行われた退役軍人の居住政策はロジャー・ヤング村（英語版）（Rodger Young Village）と通称された。